# Temple de l'Amour
Vous lisez un « bon article » labellisé en 2013.
Pour les articles homonymes, voir Temple de l'Amour (homonymie).
Le Temple de l’Amour est une fabrique érigée en 1777-1778, par l'architecte Richard Mique, sur un îlot de la rivière artificielle situé à l'est du jardin anglais du Petit Trianon, dans le parc du château de Versailles.
Cette petite rotonde à l'antique est, avec le Belvédère, l'une des deux fabriques néoclassiques du Jardin anglais imaginé par Marie-Antoinette qu'elle pouvait contempler depuis les fenêtres du château du Petit Trianon. Le temple, dont les décors sculptés sont l'œuvre de Joseph Deschamps, est constitué de douze colonnes corinthiennes surmontées d'une coupole ornée des attributs de l'Amour. Il abrite en son centre une réplique, par Louis-Philippe Mouchy, de la sculpture L'Amour se taillant un arc dans la massue d'Hercule, qui lui donne son nom.
Symbole des fêtes données au XVIIIe siècle, il s'est lentement dégradé au fil des siècles, envahi par la végétation, mais a été restauré en 2005. Classé avec le château de Versailles et ses dépendances au titre des monuments historiques par la liste de 1862 et par arrêté du 31 octobre 1906, il est accessible au public dans le cadre du musée national des châteaux de Versailles et de Trianon, au sein du Domaine de Marie-Antoinette.

## Historique
Lorsque Marie-Antoinette, toute jeune reine, prit possession du Petit Trianon en juin 1774, elle s'enthousiasma pour son charme et sa décoration simple et élégante et évoqua très vite son désir de remodeler le paysage aperçu depuis ses fenêtres, dont le jardin botanique de Louis XV gâchait selon elle l'attrait. Pour réaliser son Éden, elle s'entoura d'Hubert Robert, peintre déjà reconnu et à la mode, spécialiste des nouveaux jardins, des jardiniers Antoine et Claude Richard, déjà en place sous le règne précédent mais considérés comme l'« âme des lieux », et Richard Mique, architecte du roi qui succéda à Ange-Jacques Gabriel. Pour satisfaire le goût de la Reine d'un paysage irrégulier et pittoresque, dans le style anglo-chinois, le comte de Caraman, recommandé par madame de Beauvau, proposa un projet basé sur une rivière descendant d'une montagne, faisant le tour du domaine, en laissant de vastes pelouses plantées de fleurs et de bosquets et quelques îles, et se terminant dans un lac. Lorsqu'il présenta son projet définitif, en février 1777, Mique conserva le tracé de la rivière de Caraman, qui sortait en bouillonnant du Grand rocher et devait terminer son cours près du château, laissant émerger une « grande île ».

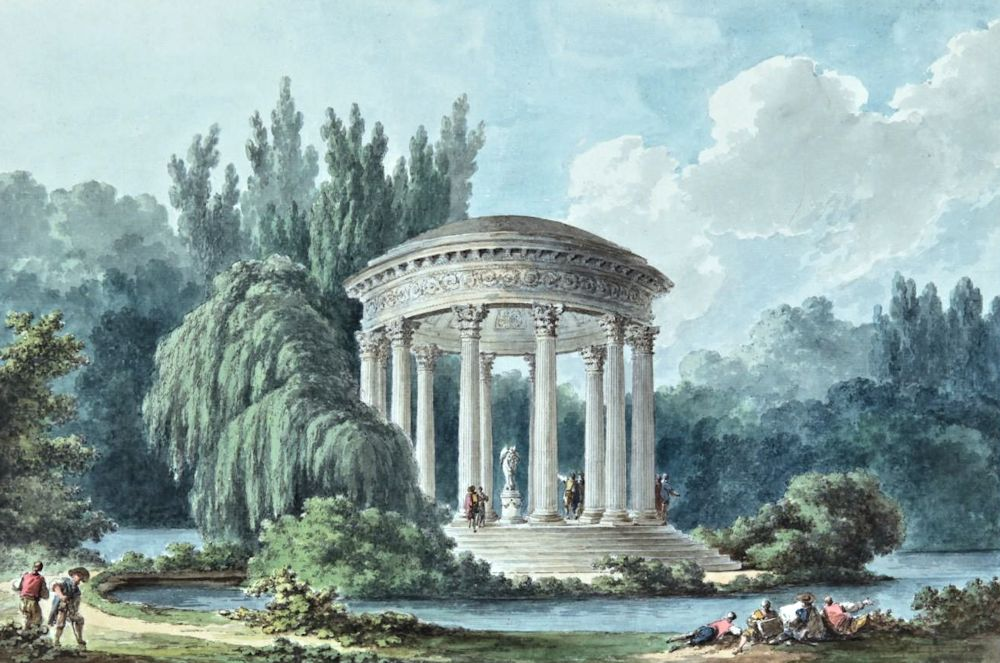
Vue du Temple de l'Amour
Aquarelle de Claude-Louis Châtelet, 1786, album conservé à la bibliothèque de Modène.

Mais au paysage devaient s'ajouter des fabriques, petits édifices décoratifs servant à ponctuer le jardin. Le projet d'un temple en ruine entouré de « débris supposés tombés du frontispice », qui devait sommer le Grand rocher, fut rapidement écarté, en dépit de la vogue dont jouissait Hubert Robert, la Reine abhorrant toute évocation de la décrépitude,. Au contraire, en référence à l'Antiquité grecque et romaine, elle lui préféra un temple devant servir de « baldaquin » à la statue d'un Amour. On choisit ainsi de l'installer sur la plus grande des deux îles de la rivière artificielle, les fenêtres de la Reine, et en particulier celles de son boudoir ou de sa chambre du Petit Trianon, s'ouvrant sur cette perspective. On pouvait aussi apercevoir le temple depuis la chambre du roi à l'attique.
Le temple fut conçu sur le lointain modèle grec de l'Aphrodite de Cnide, tel que le décrivit Lucien de Samosate, ou sur ses dérivés romains, le Temple de Vesta, à Rome, ou celui de Tivoli,, alors même que l'île pourrait être inspirée de celle de Vénus dans le roman de Francesco Colonna, Le Songe de Poliphile. Ce type de fabrique était dans l'air du temps, Monville venait de faire construire un Temple au dieu Pan dans son Désert de Retz, précurseur des jardins anglo-chinois à fabriques. Carmontelle achevait pour le duc de Chartres le Temple de Mars, au cœur du jardin de Monceau. Dans ses gravures, Georges-Louis Le Rouge publia à la même époque plusieurs modèles de temples, comme celui du dieu Pan ou le « monument qui tourne » à Kew Gardens. L'architecte parisien Jean Chalgrin créait, dans le parc d'une petite ville du Nord, Fresnes-sur-Escaut, un temple de l'Amour au sommet d'une motte féodale,,.
Le peintre Hubert Robert réalisa les croquis préparatoires, Joseph Deschamps fit des modèles de cire, de plâtre et de bois, conçus comme de véritables œuvres d'art, parfois en grandeur nature afin d'éviter toute erreur de perspective ou de proportion. Au mois de juillet 1778, l'œuvre de l'architecte Richard Mique fut terminée,, pour un coût supérieur à 42 000 livres.

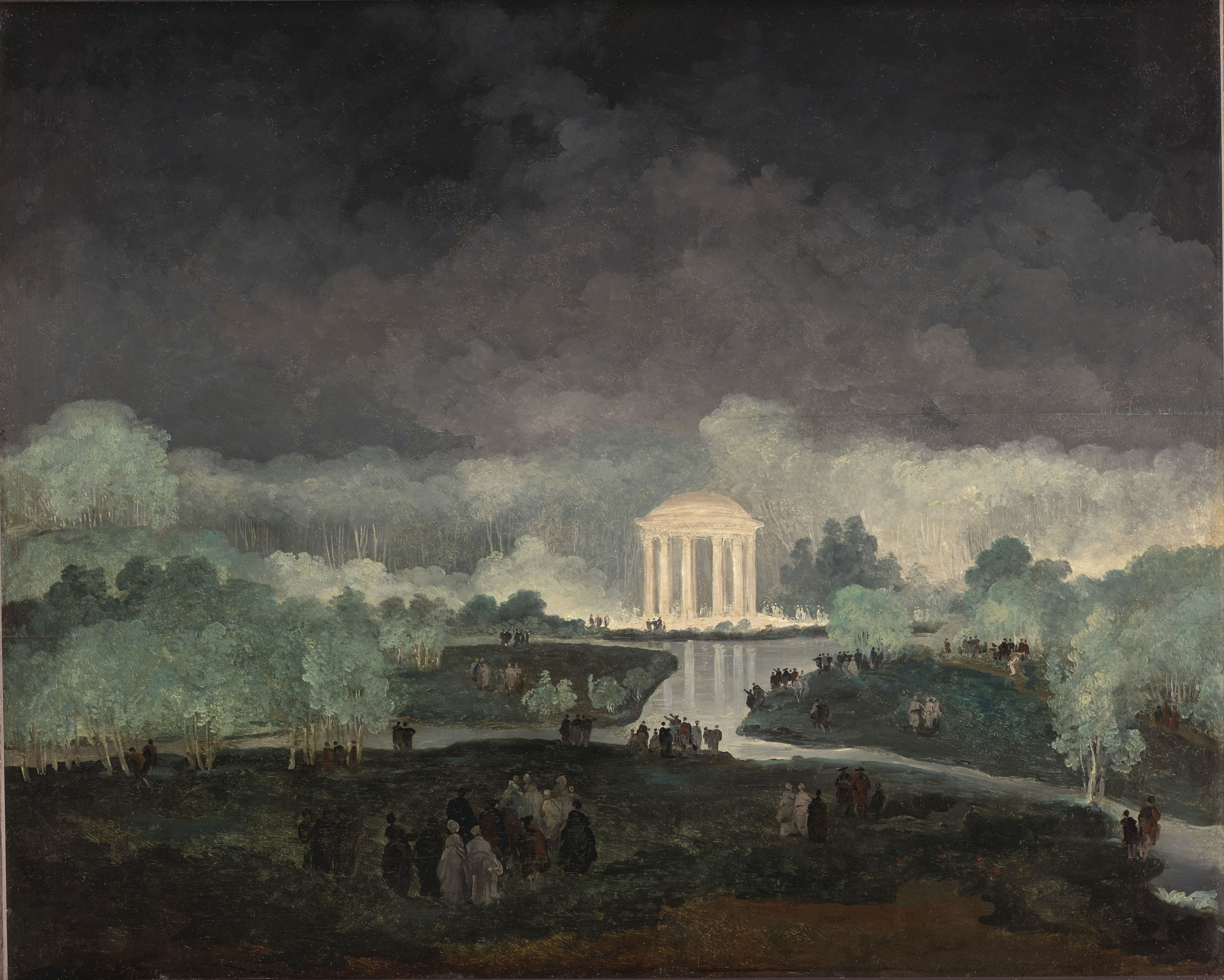
Fête de nuit donnée par la Reine au comte du Nord à Trianon, huile sur bois d'Hubert Robert, vers 1782-1783.

Son inauguration donna lieu à une fête brillante le 3 septembre 1778. Une autre réception fut donnée à l'occasion de la visite, en août 1781, de Joseph II, frère de Marie-Antoinette, durant laquelle des milliers de fascines furent brûlées dans les fossés, de sorte que le temple apparût comme le « point le plus brillant du jardin », au milieu d'une douce clarté, « semblable au clair de lune » ; cet événement, dont on prétendit non sans exagération qu'il avait ravagé une forêt tout entière et qui fut renouvelé l'année suivante lors de la venue, sous le nom de « comte du Nord », du futur Paul Ier de Russie, fut l'un des préludes aux accusations de frivolité qui causèrent douze ans plus tard la chute de la Reine.

Vue du Temple de Vénus & du château du petit Trianon pendant la visite de Louis XVIII, du duc et de la duchesse d'Angoulême en 1815.

Il fut ensuite le cadre de nombreuses fêtes nocturnes qui l'abîmèrent peu à peu. Retombé en léthargie avec la Restauration, le Petit Trianon resta parfois un lieu de promenade : une estampe d'après Pierre Courvoisier grave d'ailleurs la visite en 1815 de Louis XVIII en compagnie de son frère et de la Duchesse d'Angoulême aux alentours du temple. Mais les décennies qui suivirent firent perdre aux fabriques du domaine toute signification, en ne restant plus que livrées à la végétation sauvage. Le temple ne fut l'objet que de peu d'attention jusqu'à la fin du XIXe siècle, où le sol fut restauré et où Alphonse Guilloux reprit quelques moulures d'ornement.

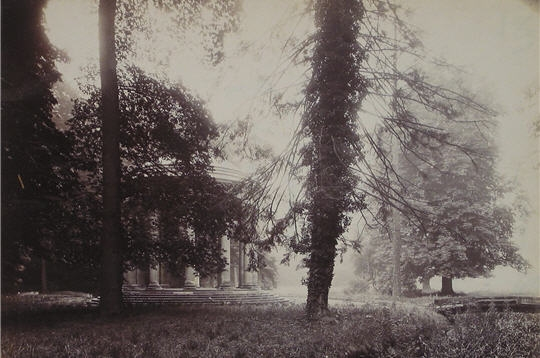
Photo d'Eugène Atget (1923).

Enfin, une restauration complète, incluant une consolidation des colonnes qui présentaient des désordres structurels et des altérations de matériaux préoccupants pour la conservation de l'édifice, fut réalisée en 2005-2006,, pour un coût d'environ 900 000 euros.

## Description

### Temple
Le temple de marbre est de style néoclassique. La tholos périptère, placée sur une plate-forme de quatorze mètres de diamètre et surélevée de sept marches, comprend douze colonnes corinthiennes d'albâtre qui supportent un dôme décoré de caissons en pierre de Conflans.

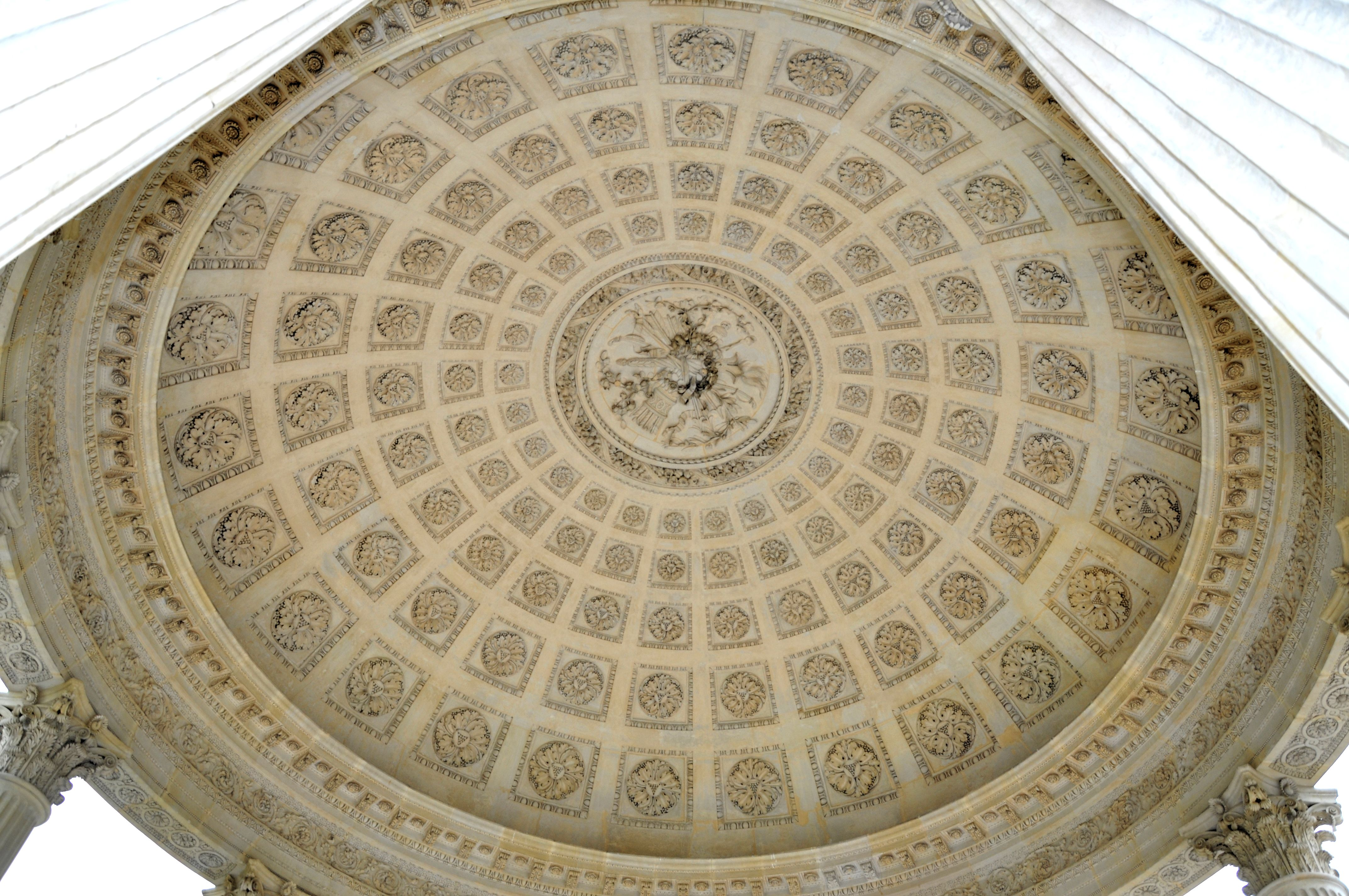
Coupole avec (du centre vers l'extérieur) : le trophée, la tore de roses, les cinq rangs de rosaces, la corniche, la frise, l'architrave et les soffites.

Des sculptures de Joseph Deschamps ornent les chapiteaux des colonnes avec, au tailloir, quatre soleils et quatre queues de dauphin, huit tigettes et petits fleurons, huit grandes et huit moyennes masses chacune refendues en cinq feuilles d'olive, avec côtes lisses en leur milieu et riches revers en leur extrémité. Ces ornements ont été repris à l'identique sur une des façades du château du Petit Trianon puis sur l'aile Gabriel et le pavillon Dufour du château de Versailles.
Dans la coupole, le trophée central de six pieds de diamètre est composé des attributs de l'Amour : « couronnes de roses, carquois, brandons en sautoir, flèches liées de rubans et enlacées de roses et de feuilles d'olivier ». Il est bordé d'une tore de roses liées de rubans tournants. L'ensemble de la composition centrale est entourée de cent-vingt rosaces, disposées sur cinq rangs, en feuilles d'acanthe tournantes avec graines dans des caissons bordés d'oves.
Les entablements intérieur et extérieur sont ainsi formés : aux corniches, de roses, modillons et moulures de rais de cœur, d'oves et de perles ; aux frises, de tresses à doubles fleurons et perles ; aux architraves, de feuilles d'eau et de perles, avec, aux soffites, soixante rosaces et cent-vingt fleurons.
Le sol est en marbre blanc veiné, à compartiments bordés de rouge, les entrecolonnements étant encastrés de bandes de marbre de Flandre. L'île est reliée aux vastes pelouses des deux rives par deux ponts de planches autrefois garnis de caisses de fleurs, généralement des juliennes et des giroflées. Si l'on planta en 1778 sur l'île autour du temple des « pommiers-paradis et rosiers pelote-de-neige » qui prodiguaient des effluves parfumés, ces plantations n'ont pas été restituées de nos jours.

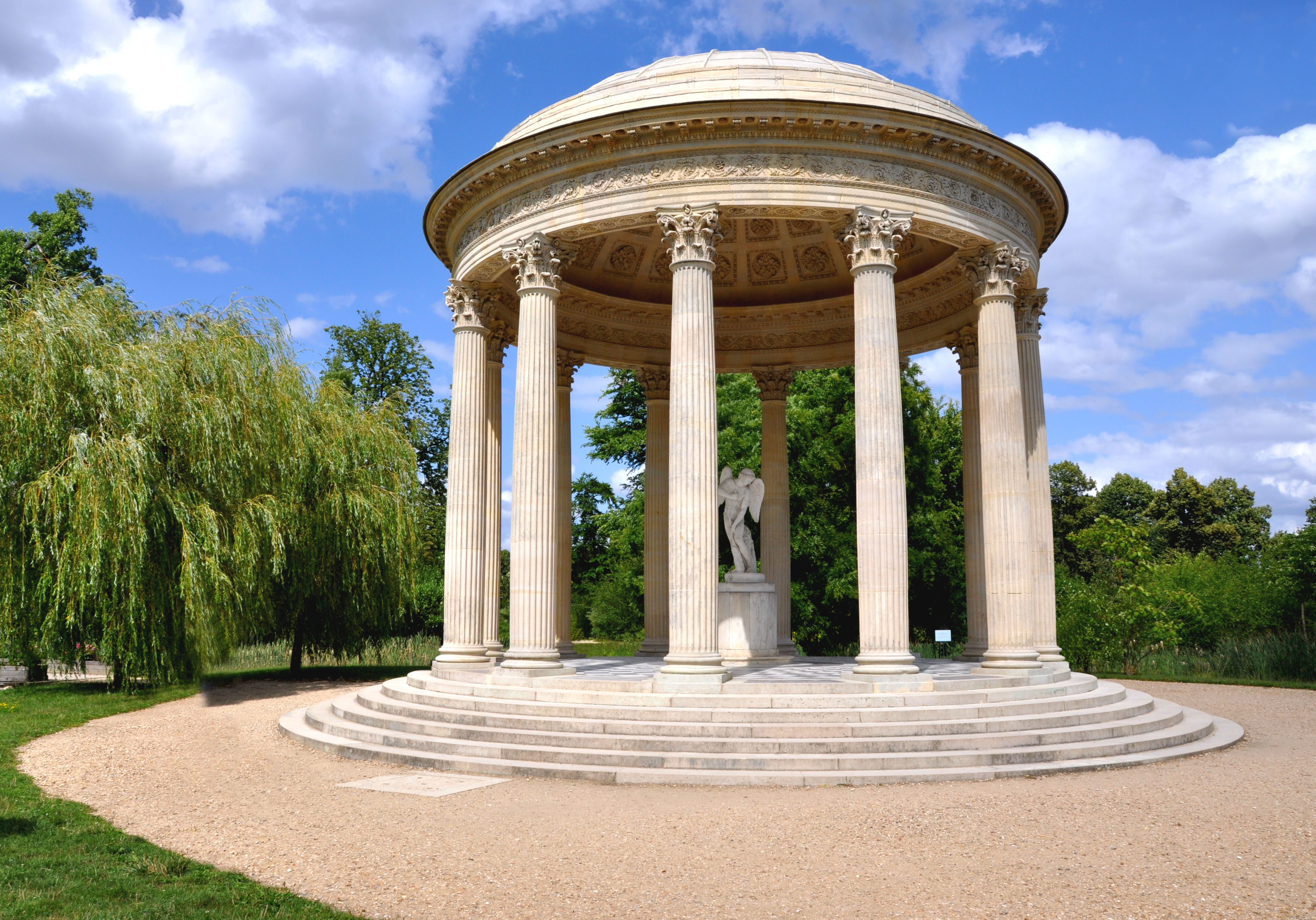
Temple de l'Amour.
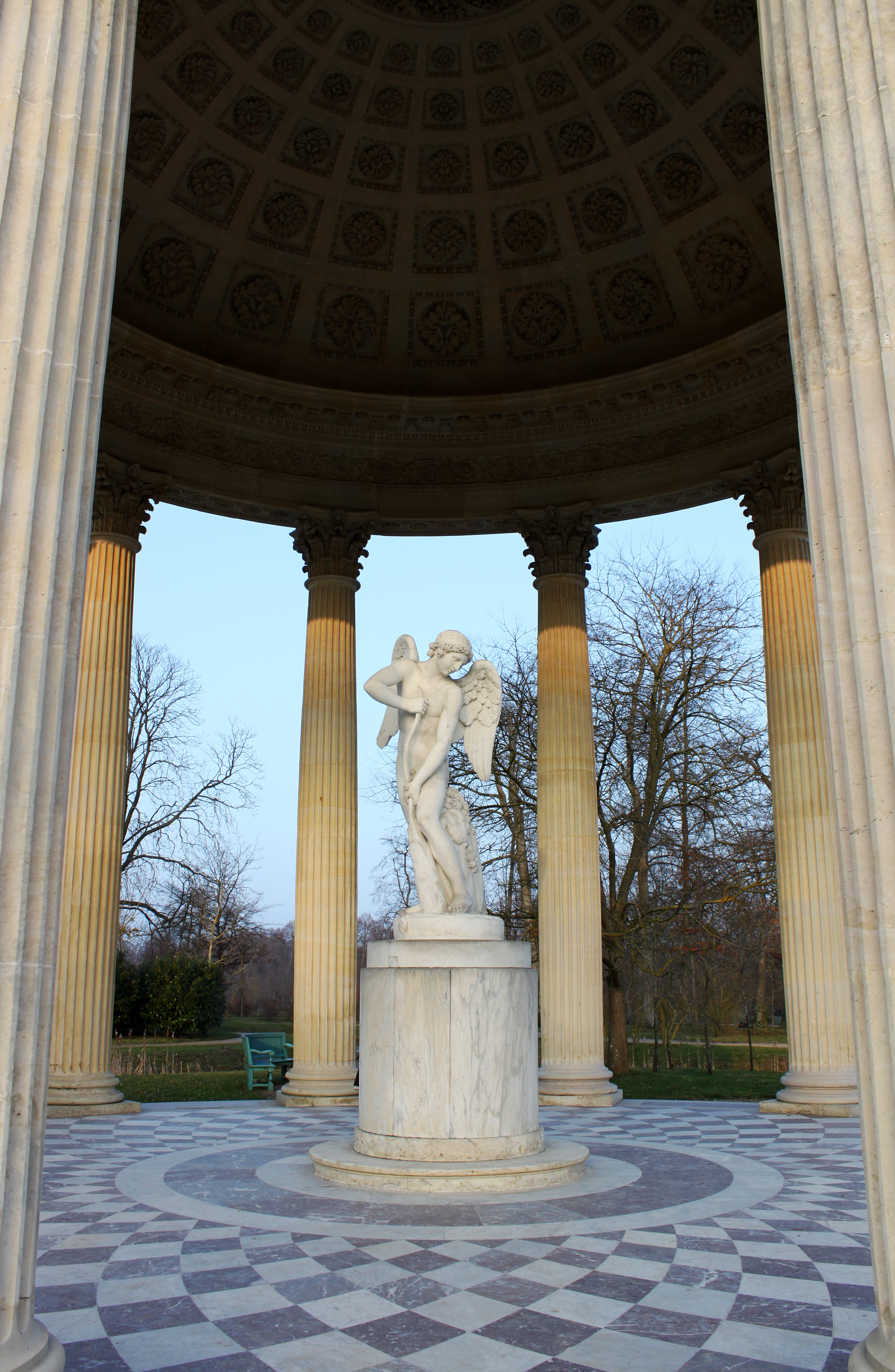
Vue intérieure.
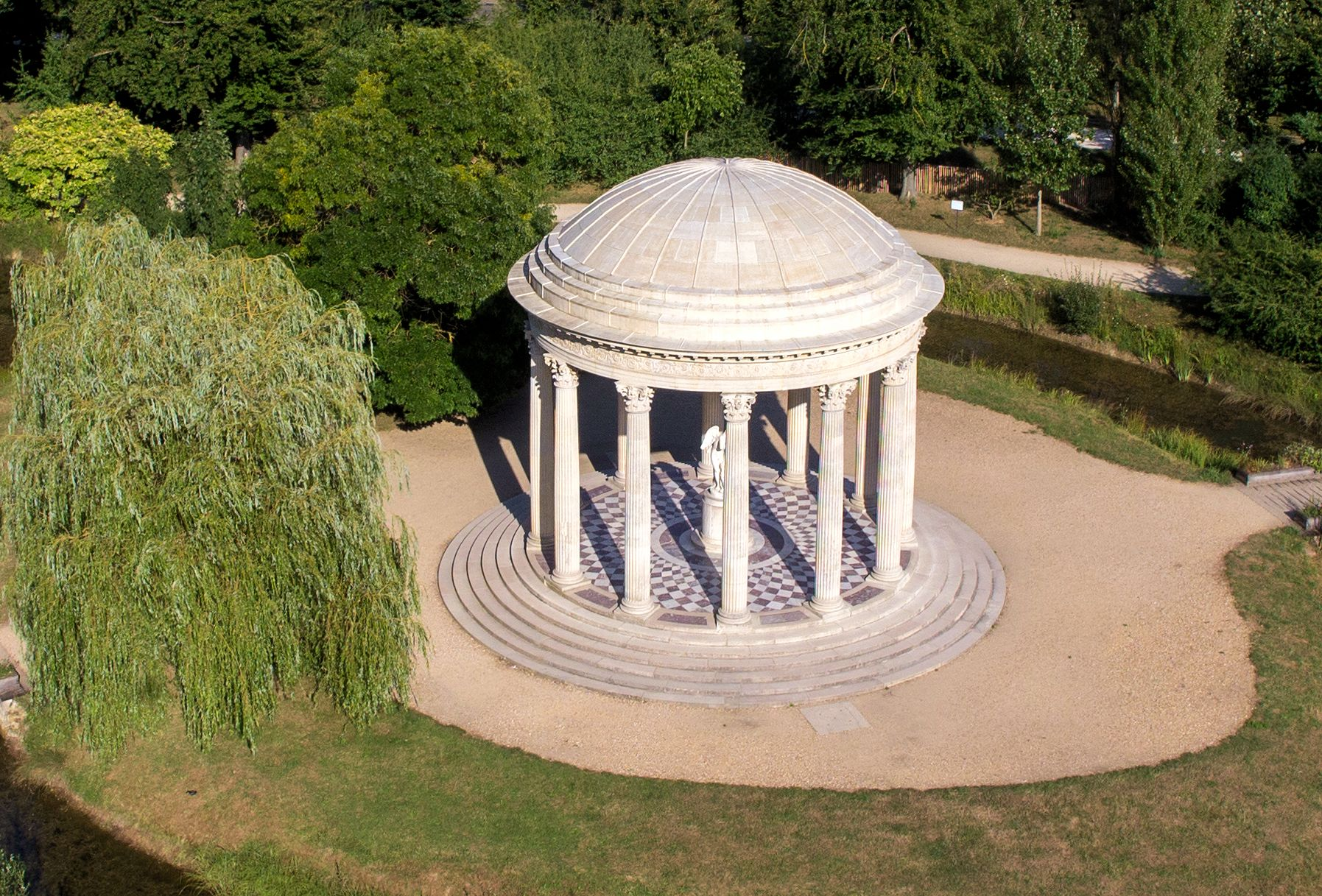
Vue aérienne.

### Statue
Joseph Deschamps proposa de réaliser pour le centre de l'édifice la statue d'un Amour. Mais on se décida pour une sculpture d'Edmé Bouchardon : l'Amour se taillant un arc dans la massue d'Hercule. Cette œuvre, commandée en 1738 par Philibert Orry, directeur des Bâtiments du roi Louis XV, était destinée à être placée dans le salon d'Hercule où son modèle de plâtre fut brièvement exposé en 1746. Mais la version en marbre installée en 1754 fit l'objet des critiques des « petites maîtresses et des talons rouges » que dénonçait Charles-Nicolas Cochin, rapportant l'ignorance de la Cour et même du Roi : « Quoi ? C'est là l'amour ? C'est donc l'amour portefaix ». On ne comprenait pas que l'artiste eût « préféré la souplesse élastique et maigre de l'adolescence à la mollesse potelée du Cupidon des peintres, », la sculpture de cet Amour malicieux, jouant un tour à Hercule et à Mars dont il s'est emparé des armes, empreinte de réalisme mêlant Renaissance et Antique, était sans doute trop novatrice pour l'époque. La « nudité et la sensualité adolescente » imposèrent le transfert de la statue vers l'orangerie du château de Choisy. Madame de Pompadour en fit cependant réaliser une copie pour son château de Bellevue, que « Mesdames Tantes » s'empressèrent de faire disparaître en 1774.
La sculpture au centre du temple est aussi une réplique, d'une hauteur identique de 1,75 mètre, qui fut commandée à un autre sculpteur, Louis-Philippe Mouchy, en septembre 1778, et exécutée en 1780. Elle fut envoyée, à la Révolution, au « Musée spécial de l'École française », puis à l'orangerie du château de Saint-Cloud, avant de reprendre sa place au centre du Temple de l'Amour en 1816. L'original fut transféré au palais du Louvre sur ordre de la reine Marie-Antoinette, où il est aujourd'hui conservé,,. On avait, entre-temps, en 1805, remplacé la statue disparue par un groupe représentant Vénus et l'Amour de Vassé,.

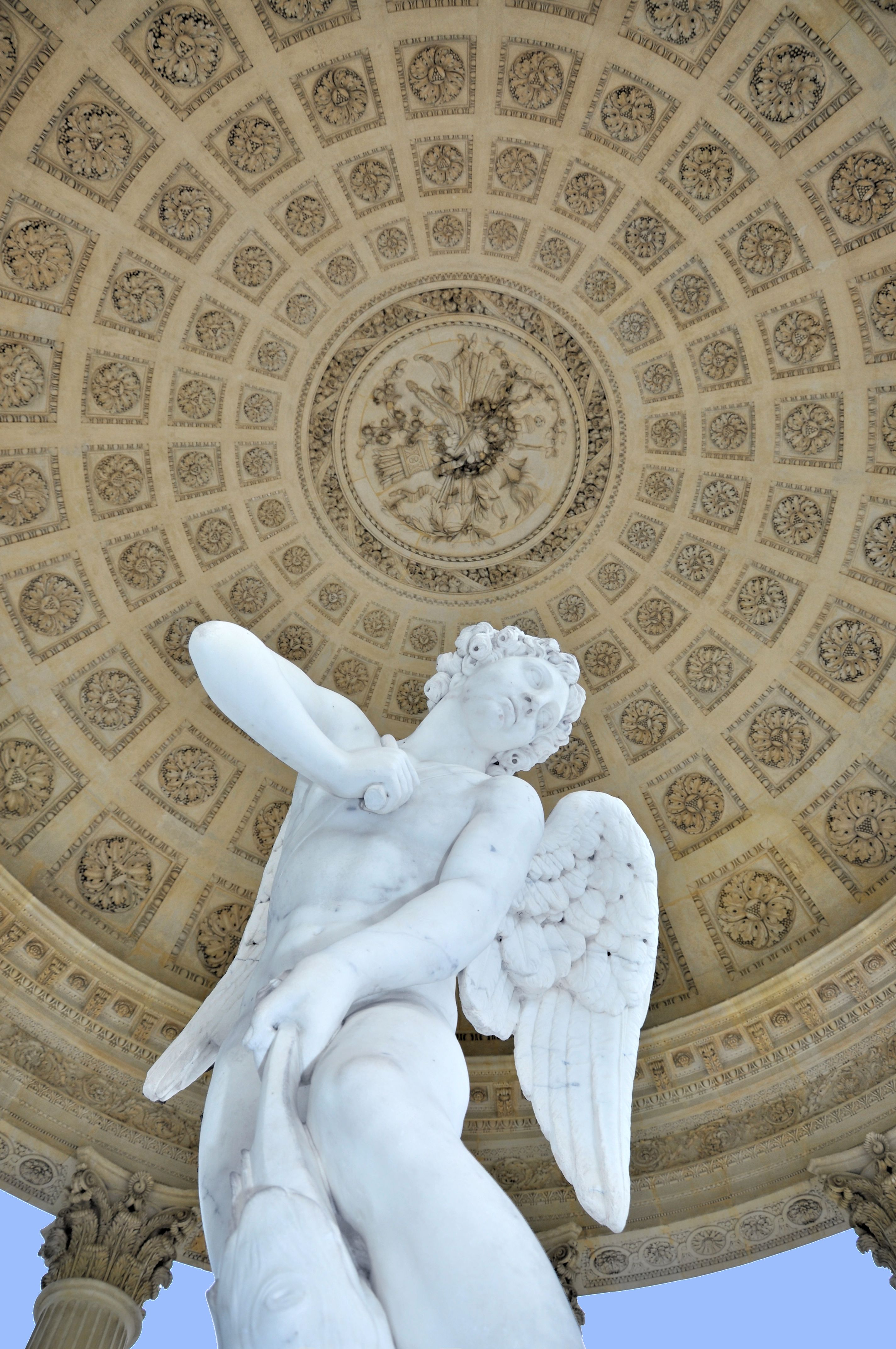
Voûte à caissons et statue.
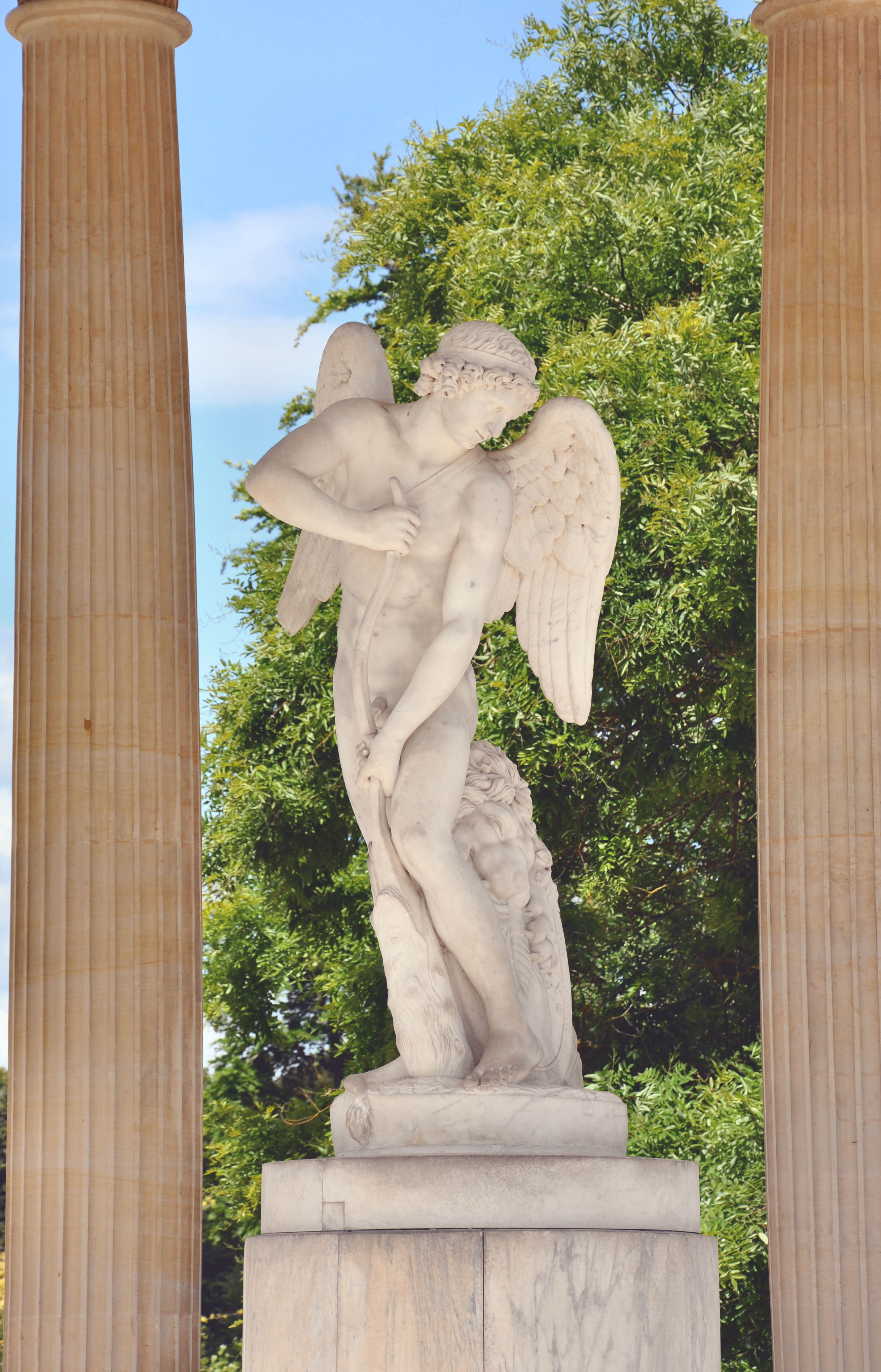
Amour se taillant un arc dans la massue d'Hercule, de Louis-Philippe Mouchy.

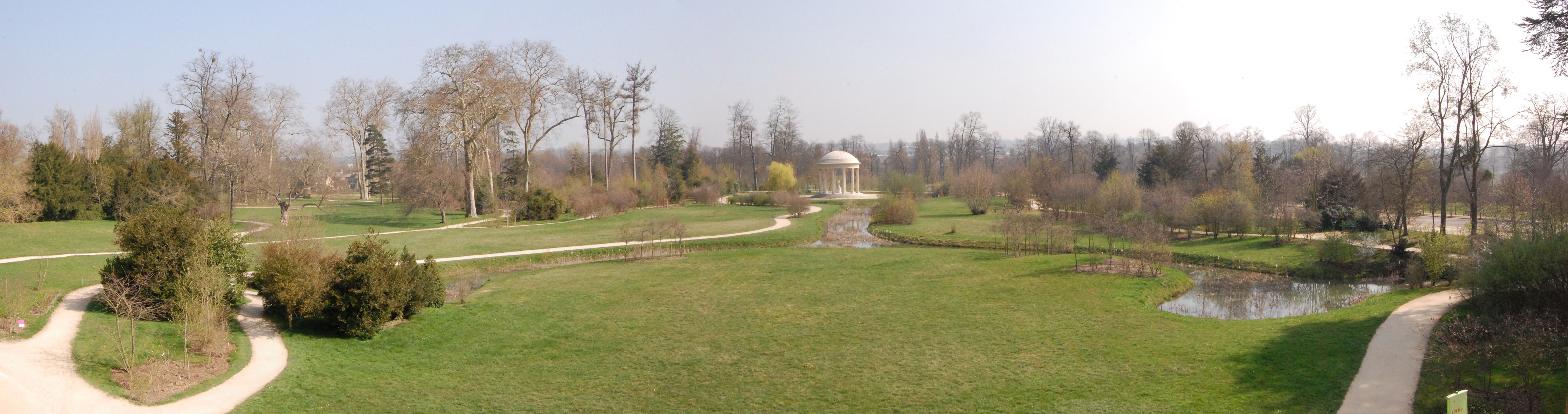
Vue sur le jardin anglais avec le Temple de l'Amour depuis le premier étage du château du Petit Trianon.